# Ctenognophos oberthuri
Ctenognophos oberthuri là một loài bướm đêm trong họ Geometridae.